# トレガム語
トレガム語（トレガムご）はインド・ヨーロッパ語族インド・イラン語派のヌーリスターン語派に属する言語である。カタル語、ガンビル語、トレガミ、カタリ、ガンビリとも呼ばれる。アフガニスタンのクナル州のワタプール地区のペチュ川下流のトレガム渓谷で話されている。トレガム渓谷はパキスタンとの国境線付近のヒンドゥークシュ山脈にあり、ガンビル、カタル、デボズといった村に話者が存在する。大半の話者はパシュトー語との併用である。トレガム語は書き言葉ではないため、パシュトー語話者が増え、消滅しつつある。トレガム人は自分の言語を復活させるだけの力がない。ワイガル語に近い言語である。